# Palaeotheriidae
Los paleotéridos o paleoterios (Palaeotheriidae) son una familia extinta de mamíferos perisodáctilos herbívoros relacionados con los tapires y los rinocerontes, probablemente ancestros de los caballos. Son animales que habitaron en el Hemisferio Norte hace 60 a 45 millones de años. Su tamaño que alcanza desde 20 a 75 cm. Se alimentaba de hojas blandas y bayas. Su hábitat eran posiblemente los bosques densos.

## Géneros
La familia de los paleotéridos incluye 18 géneros:
- Anchilophus
- Bepitherium
- Cantabrotherium[2]
- Franzenium[3]
- Hallensia
- Hyracotherium
- Iberolophus[4]
- Leptolophus
- Lophiotherium
- Mekodontherium[5]
- Pachynolophus[6][7]
- Palaeotherium (tipo)
- Paranchilophus[3]
- Paraplagiotherium
- Plagiolophus
- Propachynolophus
- Pseudopalaeotherium